# 1993 في المملكة المتحدة
فيما يلي قوائم الأحداث التي وقعت خلال عام 1993 في المملكة المتحدة.

## أحداث
- 12 فبراير – مقتل جيمس بولجر

## سياسة

### تعيين في المنصب
- 27 مايو – ميخائيل هوارد وزير الدولة للشؤون الداخلية [الإنجليزية]‏.

### انتهاء فترة المنصب
- 4 مارس – نيكولاس رايدلي عضو مجلس اللوردات.
- 27 مايو – ميخائيل هوارد Secretary of State for the Environment [الإنجليزية]‏.

## رياضة
- 1 يناير – بطولة ويمبلدون 1993
- 1 أغسطس – جائزة بريطانيا الكبرى للدراجات النارية 1993

## ظهور
- 1 مارس – وايرد

## أفلام
من الأفلام التي صدرت هذه السنة في المملكة المتحدة:
- 1 يناير – البيانو من إخراج جين كامبيون.
- 1 يناير – بوذا الصغير من إخراج برناردو برتولوتشي.
- 5 نوفمبر – بقايا اليوم من إخراج جيمس أيفوري.
- 12 ديسمبر – باسم الأب من إخراج جيم شيريدان.

## برامج ومسلسلات وأنمي
- بينغو

## كتب
من الكتب التي صدرت هذه السنة في المملكة المتحدة:
- 1 يناير – الثقوب السوداء والأكوان الناشئة من تأليف ستيفن هوكينج.
- 1 يناير – تاريخ الله من تأليف كارن أرمسترونغ.

## مواليد

### يناير
- 1 يناير – جون فلاناجان لاعب كرة قدم إنجليزي.
- 4 يناير – جورج ثورن لاعب كرة قدم إنجليزي.
- 4 يناير – سكوت ريدينغ متسابق دراجات نارية من المملكة المتحدة.
- 7 يناير – جاك غالاغر
- 9 يناير – كاتارينا جونسون-تومبسون منافِسة أوليمبية من المملكة المتحدة.
- 11 يناير – مايكل كين لاعب كرة قدم إنجليزي.
- 11 يناير – ويل كين لاعب كرة قدم من المملكة المتحدة.
- 12 يناير – زين مالك مغني بريطاني.
- 28 يناير – ويل بولتر ممثل بريطاني.
- 31 يناير – ليام مور لاعب كرة قدم إنجليزي.

### فبراير
- 2 فبراير – رافيل موريسون لاعب كرة قدم بريطاني.
- 4 فبراير – إدوارد ساندرز ممثل بريطاني.
- 7 فبراير – جورج مورغان لاعب كرة مضرب بريطاني.
- 12 فبراير – بينيك أفوبي لاعب كرة قدم إنجليزي.
- 24 فبراير – تايلور ماكنزي متسابق دراجات نارية من المملكة المتحدة.
- 26 فبراير – تياغو إيلوري لاعب كرة قدم برتغالي.
- 28 فبراير – داني جونسون لاعب كرة قدم من المملكة المتحدة.

### مارس
- 1 مارس – جوش مكيشران لاعب كرة قدم إنجليزي.
- 5 مارس – هاري ماغواير لاعب كرة قدم إنجليزي.
- 9 مارس – لارنيل كول لاعب كرة قدم إنجليزي.
- 10 مارس – جاك بوتلاند لاعب كرة قدم إنجليزي.
- 13 مارس – تايرون مينغز لاعب كرة قدم إنجليزي.
- 21 مارس – جاد جونز لاعبة تايكوندو من المملكة المتحدة.
- 25 مارس – سام جونستون لاعب كرة قدم إنجليزي.
- 31 مارس – كونور ويكهام لاعب كرة قدم إنجليزي.

### أبريل
- 4 أبريل – سمير كاروثرز لاعب كرة قدم أيرلندي.
- 6 أبريل – جيك جونز لاعب كرة قدم بريطاني.
- 24 أبريل – بن دافيس لاعب كرة قدم إنجليزي.

### مايو
- 2 مايو – أوين دول درّاج طريق من المملكة المتحدة.
- 6 مايو – نعومي سكوت
- 9 مايو – أندريه ويسدوم لاعب كرة قدم إنجليزي.
- 13 مايو – جاك هارييس
- 19 مايو – كولن ويلسون لاعب كرة قدم بريطاني.

### يونيو
- 22 يونيو – داني وارد لاعب كرة قدم إنجليزي.
- 25 يونيو – جامي والكر لاعب كرة قدم اسكتلندي.

### يوليو
- 9 يوليو – دوغلاس بوث ممثل إنجليزي.
- 26 يوليو – سترومزي
- 28 يوليو – شير لويد
- 28 يوليو – هاري كين لاعب كرة قدم إنجليزي.

### أغسطس
- 15 أغسطس – أليكس أوكسليد-تشامبرلين لاعب كرة قدم إنجليزي.
- 21 أغسطس – لي ويلسون لاعب كرة قدم من المملكة المتحدة.
- 29 أغسطس – ليام باين مغني بريطاني.

### سبتمبر
- 1 سبتمبر – جاك روبينسون لاعب كرة قدم إنجليزي.
- 5 سبتمبر – باتريك بامفورد لاعب كرة قدم إنجليزي.
- 15 سبتمبر – جايدن ستوكلي لاعب كرة قدم إنجليزي.
- 15 سبتمبر – فيكتوريا ويليامسون متسابقة دراجات بريطانية.
- 23 سبتمبر – سام جاكسون ممثل من المملكة المتحدة.
- 29 سبتمبر – أوليفر جولدنج

### أكتوبر
- 6 أكتوبر – آدم جميلي لاعب كرة قدم إنجليزي.
- 9 أكتوبر – جوني ويليامز لاعب كرة قدم إنجليزي.
- 13 أكتوبر – جو رالز لاعب كرة قدم بريطاني.
- 15 أكتوبر – سام إيغنتون
- 21 أكتوبر – أرون وليامز لاعب كرة قدم بريطاني.
- 27 أكتوبر – جمال بلاكمان لاعب كرة قدم إنجليزي.

### نوفمبر
- 6 نوفمبر – تشارلي فلين
- 14 نوفمبر – تيري كينيدي لاعب كرة قدم إنجليزي.
- 25 نوفمبر – داني كينت متسابق دراجات نارية من المملكة المتحدة.

### ديسمبر
- 5 ديسمبر – روس باركلي لاعب كرة قدم إنجليزي.
- 18 ديسمبر – إسحاق فوتو لاعب كرة سلة نيوزيلندي.
- 27 ديسمبر – أوليفيا كوك

## وفيات

### يناير
- 1 يناير – هاري هولمز (مواليد 1908) لاعب كرة قدم إنجليزي.
- 9 يناير – جانت فاوغهان (مواليد 1899) عالمة وظائف أعضاء من المملكة المتحدة.
- 11 يناير – تومي ووكر (مواليد 1915) لاعب كرة قدم اسكتلندي.
- 15 يناير – أرثر والس أكسيل (مواليد 1901) عالم نبات من المملكة المتحدة.
- 17 يناير – ألبرت حوراني (مواليد 1915) مؤرخ بريطاني.
- 18 يناير – فيكتوريا هولت (مواليد 1906)

### فبراير
- 24 فبراير – بوبي مور (مواليد 1941) لاعب كرة قدم إنجليزي.

### مارس
- 4 مارس – نيكولاس رايدلي (مواليد 1929) سياسي بريطاني.

### أبريل
- 1 أبريل – ألبرت ووكر (مواليد 1910) لاعب كرة قدم إنجليزي.
- 1 أبريل – إدي سميث (مواليد 1929) لاعب كرة قدم من المملكة المتحدة.

### مايو
- 2 مايو – جورج ساوثول (مواليد 1907) درّاج طريق من المملكة المتحدة.
- 27 مايو – دنيس باول (مواليد 1924)

### يونيو
- 15 يونيو – جيمس هانت (مواليد 1947)
- 19 يونيو – ويليام غولدنغ (مواليد 1911)

### يوليو
- 19 يوليو – جوردون جراي (مواليد 1910)

### أغسطس
- 15 أغسطس – باتريسيا سان جون (مواليد 1919) كاتبة من المملكة المتحدة.
- 20 أغسطس – توني بارتون (مواليد 1937) لاعب ومدرب كرة قدم إنجليزي.
- 28 أغسطس – إدوارد بالمر تومبسون (مواليد 1924)

### أكتوبر
- 22 أكتوبر – إينيس أيرلاند (مواليد 1930)

### نوفمبر
- 5 نوفمبر – أرثر روي (مواليد 1906)
- 13 نوفمبر – جورج تايلور (مواليد 1904) عالم نبات من المملكة المتحدة.
- 20 نوفمبر – كريستوفر فرانك (مواليد 1942) مخرج أفلام فرنسي.
- 22 نوفمبر – أنتوني برجس (مواليد 1917) كاتب إنجليزي.

### ديسمبر
- 1 ديسمبر – جون بلاك (مواليد 1900)
- 4 ديسمبر – ستانلي جرين (مواليد 1915)
- 9 ديسمبر – دانى بلانشفلاور (مواليد 1926)